# Lee Sun-hee (cantante)
Lee Sun-hee (Hangul: 이선희; Boryeong, 11 de noviembre de 1964) es una cantante de baladas surcoreana quien debutó en 1984 con la canción "To J". En su país, es ampliamente considerada como la más exitosa y especializada vocalista del país, dándole los apodos "국민디바" ("Diva Nacional") y "여가왕" (Reina de las Vocalistas).

## Biografía
Lee Sun-hee nació el 11 de noviembre de 1964 en Boryeong, Provincia de Chungcheong, Corea del Sur. Asistió al instituto femenino de Sangmyung y se graduó de la Universidad de la Ciudad de Incheon. Es conocida por sus seguidores cariñosamente como "Sunny" (soleada) o "Little Giant" (pequeña gigante). Hija  de un monje budista fue criada cerca a un templo budista donde un gran número de monjes residía. Su padre era un maestro de la música budista tradicional conocida como Beompae en Asia del este.
Fuera de su carrera musical Lee participa en numerosas actividades sociales en Corea como por ejemplo : el bienestar femenino, apoyo a las personas mayores, ayuda a las niñas así como la organización y la promoción de conciertos.En 1991 fue incluso elegida como concejal.

## Estilo musical
Durante su concierto de 30 aniversario se transmitió un clip durante el entreacto que revela sus tres influencias musicales más grandes: Barbra Streisand, Madonna, y Whitney Houston. Hizo mención también de vocalistas coreanos como 송창식 (Song Chang-sik) como una de sus influencias y ejemplos a seguir. Sun-hee posee una cálida voz de lírico-soprano. Además de ser vocalista, Sun-hee es también compositora, con muchas de las canciones de sus últimos álbumes compuestas por ella (entre ellos el célebre éxito 인연 "Destino").

## Discografía

### Álbum de estudio
- 1985 : 아! 옛날이여 (Ah! The Good Old Days)
- 1985 : 갈바람 (Galbaram)
- 1986 : 알고 싶어요 (I Want to Know)
- 1988 : 사랑이 지는 이자리 / 나 항상 그대를 (Where the Love Falls / aka: I Always Miss You)
- 1989 : 나의 거리 / 한바탕 웃음으로 (My Street / aka: Bout of Laughter)
- 1990 : 추억의 책장을 넘기면 (Turning the Pages of Memories)
- 1991 : 그대가 나를 사랑하신다면 (If You Love Me)
- 1992 : 조각배 (Small Boat)
- 1994 : 한송이 국화 (Chrysanthemum)
- 1996 : First Love
- 1998 : Dream of Ruby
- 2001 : My life + Best
- 2005 : 사춘기(四春期) (Puberty [spring in my forties])
- 2009 : 사랑아... (Dear Love...)
- 2014 : 세렌디피티 (30주년 기념앨범) SERENDIPITY (30th Anniversary Álbum)

### Álbum especial
- 1984 : 이선희의 캐롤 / Lee Sun Hee's Carols (Christmas carols álbum) - Álbum donde retoma numerosas canciones navideñas (Jigu Récords).
- 1988 : 겨울 이야기 / Winter Story - Otro álbum de canciones navideñas (Seoul Récords).
- 1989 : Where the Love Falls / Dear J - Álbum donde retoma 8 de sus canciones en Ingleses (Seoul Récords).
- 1990 : Leaving Only the Dream of Love - Álbum que reagrupa poesías de Lee Sun-hee (Seoul Récords).
- 1991 : 우리들의 이야기 - (Nuestra Historia) - Álbum donde retoma canciones navideñas y donde rinde homenaje entre demás al Ejército Sur Coreano, a su madre, a sus amigos, a sus profesores (Seoul Récords).
- 1993 : Children's Songs - Álbum de canciones infantiles (Seoul Récords).
- 1996 : Golden - Compilación de canciones (Samsung Music - Yedang Entertainment)

### Álbum en vivo
- 1990 : Lee Sun Hee & Montreal Chamber Orquesta (Seoul Récords).
- 1991 : Peter Pan - Musical grabado en el Sejong Center para Performing Artes (Seoul Récords).
- 1995 : 세종문화회관 라이브 / Center Sejong para los artes de la escena Live 1994 - "Seoul Love Concierto septiembre de 1994, igualmente concierto de los 10 años de carrera de Lee Sun Hee
- 1995 : El Mago de Oz - Musical grabado en el Sejong Center para Performing Arts en 1990 (Península Music)
- 1999 : Bari / The Forgotten Lullaby - Musical grabado en el Centro de artes de Seúl, Opera House

## Premios
| 1985 | KBS Premios de música | Cantante del Año |
| 1986 | KBS Premios de música | Cantante del Año |
| 1987 | KBS Premios de música | Cantante del Año |
| 1988 | KBS Premios de música | Cantante del Año |
| 1989 | KBS Premios de música | Cantante del Año |
| 1990 | KBS Premios de música | Cantante del Año |
| 1994 | KBS Premios de música | Cantante del Año |
| 1995 | KBS Premios de música | Cantante del Año |
| 1996 | KBS Premios de música | Cantante del Año |